# 868 (numero)
Ottocentosessantotto (868) è il numero naturale dopo l'867 e prima dell'869.

## Proprietà matematiche
- È un numero pari.
- È un numero composto con 12 divisori: 1, 2, 4, 7, 14, 28, 31, 62, 124, 217, 434, 868. Poiché la somma dei suoi divisori (escluso il numero stesso) è 924 > 868, è un numero abbondante.
- È un numero semiperfetto in quanto pari alla somma di alcuni (o tutti) i suoi divisori.
- È un numero nontotiente (per cui la equazione φ(x) = n non ha soluzione).
- È un numero odioso.
- È un numero pratico.
- È un numero palindromo nel sistema numerico decimale e nel sistema posizionale a base 6 (4004). Nel sistema decimale è altresì un numero ondulante.
- È un numero palindromo e un numero a cifra ripetuta nel sistema posizionale a base 30 (SS).
- È parte delle terne pitagoriche (651, 868, 1085), (765, 868, 1157), (868, 1395, 1643), (868, 1824, 2020), (868, 2976, 3100), (868, 3795, 3893), (868, 6045, 6107), (868, 6699, 6755), (868, 13440, 13468), (868, 26901, 26915), (868, 47085, 47093), (868, 94176, 94180), (868, 188355, 188357).

## Astronomia
- 868 Lova è un asteroide della fascia principale del sistema solare.
- NGC 868 è un galassia spirale della costellazione della Balena.

## Astronautica
- Cosmos 868 è un satellite artificiale russo.